# Museu Estremenho e Ibero-americano de Arte Contemporânea
O Museu Estremenho e Ibero-americano de Arte Contemporânea (MEIAC; em castelhano: Museo Extremeño e Iberoamericano de Arte Contemporáneo) é um museu situado na cidade espanhola de Badajoz, comunidade autónoma da Estremadura, que reúne obras de artista contemporâneos espanhóis, portugueses e ibero-americanos. Em 2010 foi visitado por 20 380 pessoas.
Foi inaugurado em 9 de maio de 1995. O edifício situa-se onde antes se erguia a Prisão Preventiva e Correcional de Badajoz, cujo edifício central, de forma cilíndrica, foi reaproveitado. A prisão foi construída em meados da década de 1950 sobre um antigo baluarte militar do século XVIII, conhecido como Forte de Pardaleras.
A prisão demolida, da qual se conservam fotografias aéreas, seguia o modelo pan-óptico, de cujo centro saíam diversas galerias e entre estas distribuíam-se vários pátios, sendo o conjunto rodeado por um muro duplo. Foi abandonada no final dos anos 1970, quando foi inaugurada uma nova prisão fora da cidade.
O projeto do museu foi iniciado em 1989, com planos do arquiteto José Antonio Galea. A ideia tinha sido ensaiada com êxito na América Latina, por exemplo no Museu Nacional da Colômbia em Bogotá e no Arquivo Geral da Nação na Cidade do México, entre outros.
O acervo do museu é constituída por 2 800 obras de artistas como Luis Buñuel, Equipo 57, Miquel Navarro, Eduardo Naranjo, Ouka Leele, Juan Barjola ou Pablo Palazuelo, além de muito outros.